# 李訢 (北魏)
李訢（？—477年），字元盛、小名真奴，范陽郡人，北魏官员。
李崇和容城君孫氏之子。母親出身低，為兄弟所輕，其父李崇說相面者稱他會富貴，於是送李訢到國都平城為中書学生。魏太武帝把舅舅陽平王杜超之女嫁給他為妻。崔浩從中書学生中選出優秀者為助教，崔浩的侄子崔箱子、卢度世、李敷3人被推舉。太武帝意中李訢，於是崔箱子落選，李訢被取中。李訢為中書助教博士，入朝為皇孫拓跋濬講義經書。
文成帝拓跋濬即位，李訢轉任儀曹尚書，兼中秘書。受爵位扶風公、加号安東将軍。和平二年，魏文成帝南巡，从定州前往邺城，三月丁巳朔（461年3月27日），魏文成帝在灵丘亲自射箭越过山峰，散骑常侍、□□□□、太子少保、仪曹尚书、扶风公李䜣跟随参与了这次南巡。出為使持節、安南将軍、相州刺史。因為清廉統治和明快的裁決而得到民衆的信任。上疏郡縣設立学校，被魏献文帝採納。
李訢因為貪墨受到彈劾，尚書李敷為他說情。魏献文帝深恨自己的嫡母文明太后與李敷的弟弟李弈私通，讓李訢告發李敷可以免罪，李訢被女婿裴攸所勸，同意告發，於是李敷兄弟被殺。李訢免官后受鞭刑、髠刑，配為雑役。不久復官太倉尚書，攝南部事，被献文帝重用，参与議論軍国事，主持人材選舉，權勢很大。
476年（承明元年）六月，献文帝去世，李訢為司空受爵位范陽公。七月，轉任侍中、鎮南大将軍、開府儀同三司、徐州刺史。477年（太和元年）二月、文明太后授意范標誣告，以反乱之罪將李訢處死。

## 子
- 李邃（長子、侍御中散・東宮門大夫、散騎常侍・平東将軍、先李訢去世）
- 李令和（與李訢一起被殺）
- 李令度（與李訢一起被殺）

## 傳記資料
- 《魏書》卷46 列傳第34
- 《北史》卷27 列傳第15

## 外部連結
[在维基数据编辑]
 《北史/卷027》，出自李延壽《北史》

1. ↑  , 《文物》 (12期), 1997年, (12期): 70–79  [2020-08-29], （原始内容存档于2019-07-25）